# یوزف هومپال
یوزف هومپال (انگلیسی: Josef Humpál; ۳۰ ژانویهٔ ۱۹۱۸ – ۱ دسامبر ۱۹۸۴) بازیکن فوتبال اهل چکسلواکی بود.
از باشگاه‌هایی که در آن بازی کرده‌است می‌توان به باشگاه فوتبال استراسبورگ، باشگاه فوتبال فاستاو زلین، باشگاه فوتبال سوشو، باشگاه فوتبال مون‌پلیه، اشاره کرد.